# یوهان یوهانسون
یوهان یوهانسون (انگلیسی: Jóhann Gunnar Jóhannsson؛ زادهٔ ۱۹ سپتامبر ۱۹۶۹ - ۹ فوریه ۲۰۱۸) یک موسیقی‌دان اهل ایسلند بود. او جایزهٔ بهترین موسیقی متن برای فیلم نظریه همه‌چیز از هفتاد و دومین مراسم گلدن گلوب دریافت کرد.
یوهان یوهانسون در ۹ فوریه ۲۰۱۸ در شهر برلین در سن ۴۸ سالگی به علت مصرف بیش از حد کوکائین درگذشت.
از فیلم‌ها یا مجموعه‌های تلویزیونی که وی در آن‌ها نقش داشته است، می‌توان به به‌دام‌افتاده اشاره نمود.